# ریچارد سیلا
ریچارد سیلا (انگلیسی: Richard Sila؛ زادهٔ ۴ ژانویهٔ ۱۹۹۸) بازیکن فوتبال اهل فرانسه است.
از باشگاه‌هایی که در آن بازی کرده‌است می‌توان به باشگاه فوتبال پاریس اشاره کرد.